# 中野区立中野中学校
中野区立中野中学校（なかのくりつ なかのちゅうがっこう）は、東京都中野区にある公立中学校。2012年に中野区立第九中学校と中野区立中央中学校を統合して設立された。設計は、安井建築設計事務所。

## 沿革
2005年（平成17年）10月に決定した「中野区立小中学校再編計画」に基づき、2012年（平成24年）4月に中央中学校と第九中学校を統合。同年4月から2014年（平成26年）3月まで旧・中央中を解体し跡地に新校舎を建設。その間は旧・第九中校舎を中野中校舎として使用。2014年4月に新校舎が完成し、旧・第九中から完全移転。

## 校舎
環境・景観・省エネルギーに配慮した空間設計を採用し、CASBEE（建築環境総合性能評システム）で最高評価の「Sランク」を取得している。屋上に太陽光パネルと菜園を設置している。
旧・第九中学校舎にも設置されていた温水プールを地下に設置している。温水プールは一般開放されており、有料制で通年利用が可能（学校行事・体育の授業・選挙投票日・施設点検日として使用する際は一般利用は不可）。
中野四季の都市と連続した空間を構成し災害時の緊急避難施設としての機能を有している。

## 中野区立第九中学校
中野区立第九中学校（なかのくりつ だいきゅうちゅうがっこう）は、東京都中野区にあった公立中学校。少子化などにより2012年に中野区立中央中学校と統合し中野区立中野中学校となった。

### 概要
生徒は谷戸小学校・桃丘小学校・桃園第三小学校（現・桃花小学校）・仲町小学校卒業生で構成されていた。
略称は「九中」（きゅうちゅう）、または「中野九中」。

### 沿革
- 1950年 - 開校（中野区橋場町51番地）。
- 1950年 - 中野区囲町5番地（早稲田通り）に移転。
- 1958年 - 九中の分校を、現在の中野区立中野中学校の場所に開設。
- 1960年 - 中野区立中央中学校が分校から独立し開校。
- 1967年 - 新校舎へ移転（もみじ山通り、中野区中野1丁目57番12号）。
- 2012年 - 閉校。中央中学校と統合し、「中野中学校」となった。

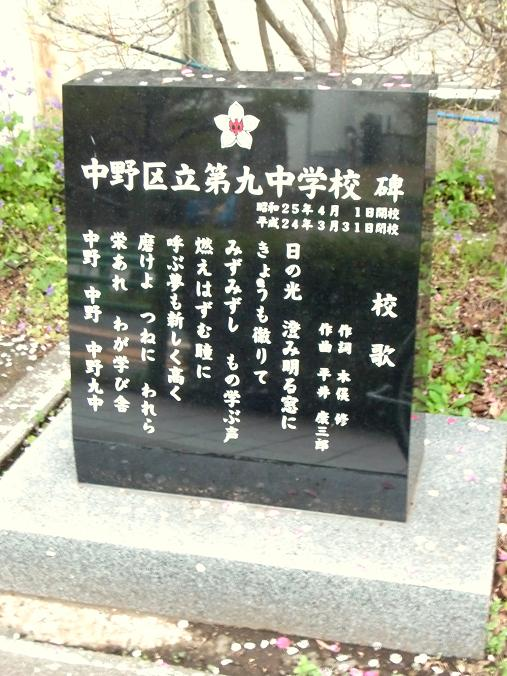
第九中学校の校歌碑

旧・第九中校舎は2012年4月から2014年3月まで中野中校舎として使用、また2014年9月から2016年8月まで堀越高等学校の新校舎建設期間中の代替校舎として貸し出された。
旧・第九中校庭には区立保育園の建替・民設民営化の際の仮園舎を設置し、2019年5月まで宮園保育園、その後2020年9月までもみじやま保育園として使用。

### 著名な出身者
- 寺門ジモン（お笑いタレント。ダチョウ倶楽部）- 1978年卒業
- 長澤まさみ
- 中野ジロー
- 佐藤弘道
- 渡部篤郎

## 中野区立中央中学校
中野区立中央中学校（なかのくりつ ちゅうおうちゅうがっこう）は、東京都中野区にあった公立中学校。少子化などにより2012年に中野区立第九中学校と統合し中野区立中野中学校となった。

### 概要
桃園第二小学校・新井小学校・平和の森小学校・啓明小学校の出身者で構成されていた。
通称は「中央中」（ちゅうおうちゅう）。

### 沿革
- 1958年（昭和33年） - 中野区立第九中学校分校として設置。
- 1960年（昭和35年） - 中野区立中央中学校として独立。
- 2012年（平成24年） - 閉校。